# William Bruhn-Möller
William Bruhn-Möller (* 12. Februar 1887 in Helsingborg; † 13. August 1964 in Bromma) war ein schwedischer Ruderer.

## Karriere
Bruhn-Möller nahm 1912 an den Olympischen Spielen in Stockholm teil und gewann im Vierer mit Steuermann in der Bootsklasse Dollengig die Silbermedaille. Zudem trat er auch im Achter an, schied dort jedoch im Viertelfinale aus.